# Enak Ferlemann

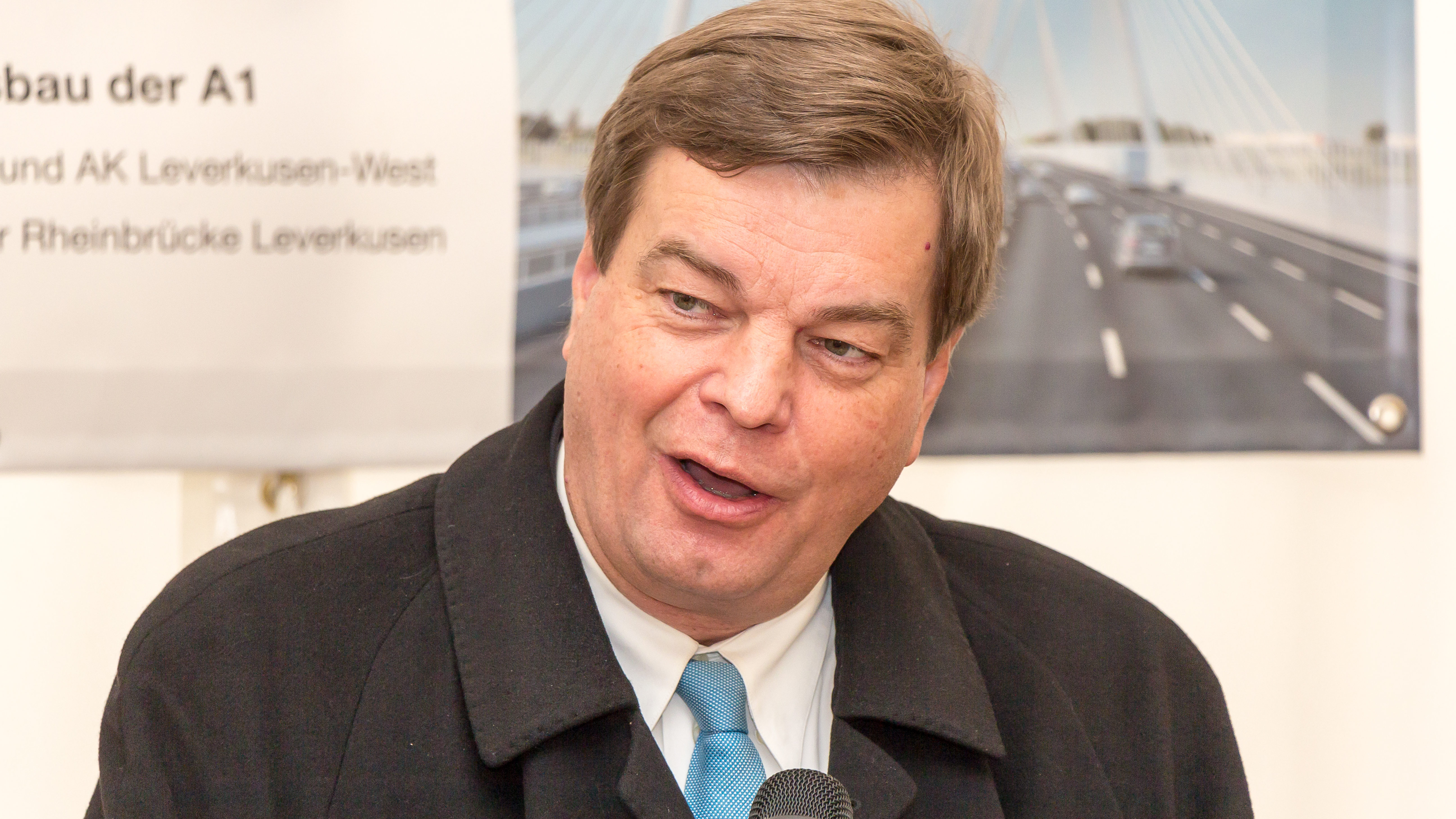
Enak Ferlemann, Parlamentarischer Staatssekretär beim Bundesminister für Verkehr und digitale Infrastruktur (2017)

Enak Matthias Ferlemann (* 12. Juli 1963 in Bad Rothenfelde) ist ein deutscher Politiker (CDU). Er war von 2002 bis 2025 Mitglied des Deutschen Bundestages und von 2009 bis 2021 Parlamentarischer Staatssekretär beim Bundesverkehrsministerium.

## Leben und Beruf
Nach dem Abitur 1982 am Lichtenberg-Gymnasium Cuxhaven absolvierte Ferlemann eine Lehre zum Bankkaufmann und leistete anschließend ab 1984 seinen Wehrdienst ab. 1985 begann er ein Studium der Rechtswissenschaft, Politologie und Philosophie, das er ohne Abschluss abbrach. Seitdem ging er mehreren Tätigkeiten in wirtschaftsberatenden Berufen nach. Seit 1996 ist Ferlemann als geschäftsführender Gesellschafter der Dr. Mingramm Immobilien, Handel, Unternehmensberatung GmbH in Cuxhaven tätig.
Enak Ferlemann ist verheiratet und hat zwei Kinder.

## Politik

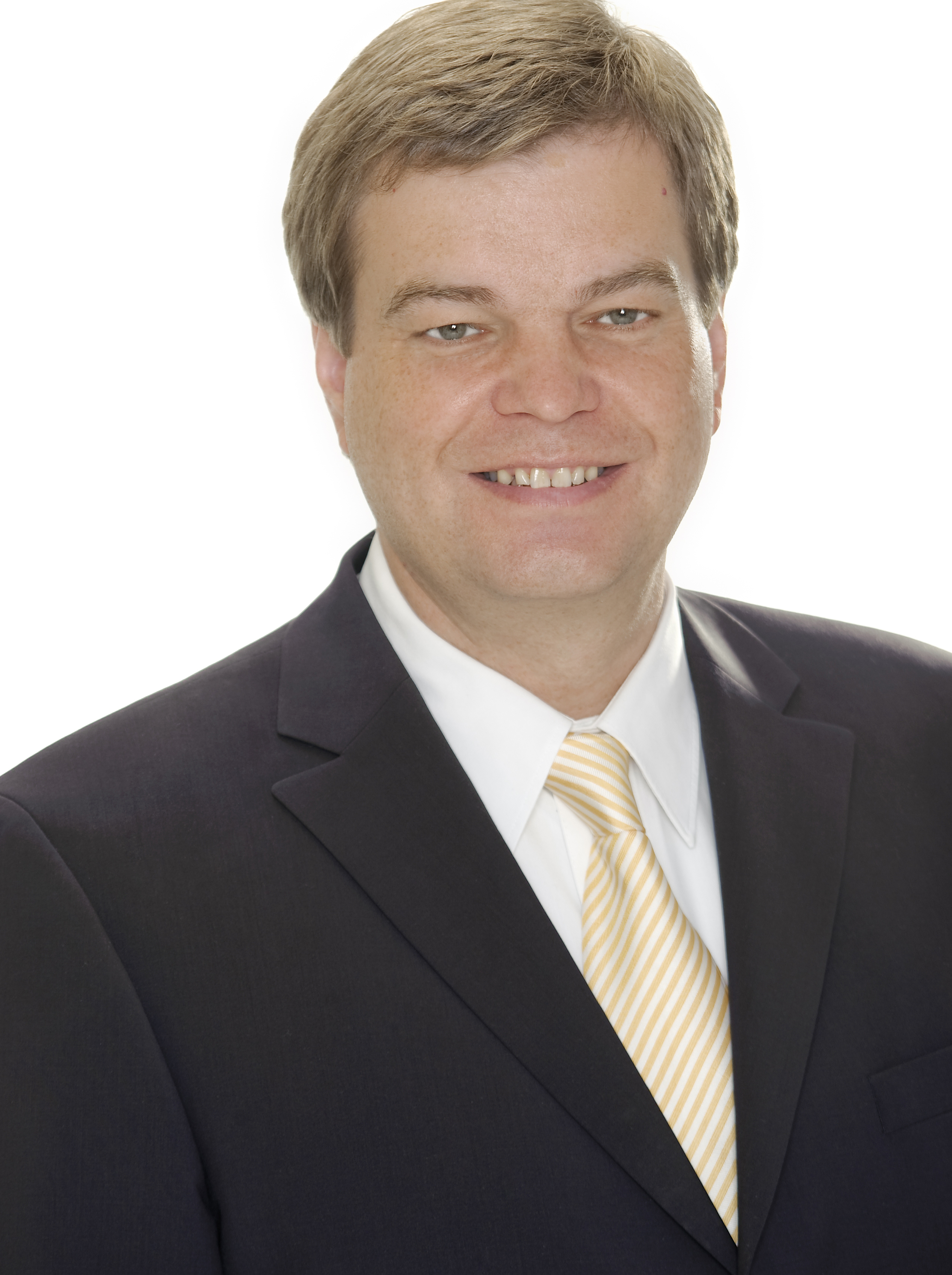
Enak Ferlemann (2009)

Ferlemann trat schon als Schüler 1976 in die Junge Union und 1979 auch in die CDU ein. Er ist seit 1995 Vorsitzender des CDU-Kreisverbandes Cuxhaven und seit 1999 Vorsitzender des CDU-Bezirksverbandes Elbe-Weser (ehemals Bezirksverband Stade). Außerdem gehört er dem Landesvorstand der CDU in Niedersachsen an.

### Abgeordneter
Ferlemann gehört seit 1986 dem Rat der Stadt Cuxhaven und seit 1991 dem Kreistag des Landkreises Cuxhaven an.
Von 2002 bis 2025 war er Mitglied des Deutschen Bundestages. Er war von 2005 bis Oktober 2009 sowie von Oktober 2013 bis Mai 2014 Vorsitzender der Landesgruppe Niedersachsen in der CDU/CSU-Bundestagsfraktion.
Er zog 2002 und 2005 über die Landesliste Niedersachsen in den Bundestag ein. Bei der Bundestagswahl 2009 konnte er den neu formierten Wahlkreis Cuxhaven – Stade II mit knappem Vorsprung direkt gewinnen. Bei den Bundestagswahlen 2013 und 2017 gewann er den Wahlkreis deutlich mit über zehn Prozentpunkten Vorsprung. Bei der Bundestagswahl 2021 zog Ferlemann über die Landesliste in den Bundestag ein.
Ferlemann war von Oktober 2009 bis 2013 Parlamentarischer Staatssekretär beim Bundesminister für Verkehr, Bau und Stadtentwicklung und von 2013 bis 2021 Parlamentarischer Staatssekretär beim Bundesminister für Verkehr und digitale Infrastruktur. Von April 2018 bis 2021 war er zudem Beauftragter der Bundesregierung für den Schienenverkehr.
Im Januar 2019 sprach er sich für höhere Ticketpreise im Bahnverkehr aus. Enak Ferlemann setzt sich für den Deutschlandtakt ein.
Im Juli 2024 teilte Ferlemann mit, bei der Bundestagswahl 2025 nicht erneut zu kandidieren.

## Sonstiges Engagement
Ferlemann war bis Mitte 2021 Mitglied im Aufsichtsrat der Deutschen Bahn. Zudem ist er Aufsichtsratsmitglied bei der Siedlungsgesellschaft Cuxhaven und der Cuxhavener Hafen Entwicklungsgesellschaft sowie Vorsitzender des Fördervereines des Fußballvereines Rot-Weiss Cuxhaven.